# Fort Davis
Fort Davis és una concentració de població designada pel cens dels Estats Units a l'estat de Texas. Segons el cens del 2003 tenia un habitant.

## Demografia
Segons el cens del 2000, Fort Davis tenia 1050 habitants, 1434 habitatges, i 896 famílies. La densitat de població era de 72,7 habitants per km².
Dels 1434 habitatges en un 32% hi vivien nens de menys de 18 anys, en un 57,6% hi vivien parelles casades, en un 10,6% dones solteres, i en un 28% no eren unitats familiars. En el 24,3% dels habitatges hi vivien persones soles el 9,9% de les quals corresponia a persones de 65 anys o més que vivien soles. El nombre mitjà de persones vivint en cada habitatge era de 2,53 i el nombre mitjà de persones que vivien en cada família era de 2,39.
Per edats la població es repartia de la següent manera: un 24,7% tenia menys de 18 anys, un 7,4% entre 18 i 24, un 26,9% entre 25 i 44, un 25,4% de 45 a 60 i un 15,6% 65 anys o més.
L'edat mediana era de 39 anys. Per cada 100 dones de 18 o més anys hi havia 97,3 homes.
La renda mediana per habitatge era de 25.882$ i la renda mediana per família de 27.955$. Els homes tenien una renda mediana de 22.500$ mentre que les dones 20.000$. La renda per capita de la població era de 14.249$. Aproximadament el 20,7% de les famílies i el 21,6% de la població estaven per davall del llindar de pobresa.

## Poblacions més properes
El següent diagrama mostra les poblacions més properes.